# Župnija Zasip
Župnija Zasip je rimskokatoliška teritorialna župnija Dekanije Radovljica Nadškofije Ljubljana. Župnijska cerkev v Zasipu je posvečena sv. Janezu Krstniku.